# سيري دي
سيريسو جيوفري غونزاروا داي (بالفرنسية: Sereso Geoffroy Gonzaroua Die)‏ وهو لاعب كرة قدم عاجي في مركز الوسط المدافع ولد في يوم 7 نوفمبر 1984 في مدينة أبيدجان عاصمة ساحل العاج وهو يلعب حالياً مع نادي شتوتغارت في ألمانيا وسبق له اللعب مع نادي بازل ونادي سيون لكرة القدم في سويسرا ونادي وفاق سطيف في الجزائر والنجم الأولمبي لحلق الوادي والكرم في تونس وستاد أبيدجان وستاد كورهوغو ونادي ويب ولعب مع منتخب ساحل العاج لكرة القدم ويبلغ طوله 179 سم.

## روابط خارجية
- سيري دي على موقع الاتحاد الدولي (مؤرشف)  (الإنجليزية)
- سيري دي على موقع قاعدة بيانات كرة القدم.إي يو (الإنجليزية)
- سيري دي على موقع ناشيونال فوتبول تيمز (الإنجليزية)
- سيري دي على موقع Soccerway.com (الإنجليزية)
- سيري دي على موقع عالم كرة القدم.نت (الإنجليزية)
- سيري دي على موقع AS.com (الإسبانية)